# Godsilia lanceolata
Godsilia lanceolata è un pesce osseo estinto, appartenente agli scombriformi. Visse nell'Eocene medio (Luteziano, circa 45 milioni di anni fa) e i suoi resti fossili sono stati ritrovati in Italia, nel famoso giacimento di Monte Bolca.

## Descrizione
Questo pesce era molto simile a un tonno dalle forme snelle; le dimensioni potevano arrivare al mezzo metro di lunghezza. Le spine delle pinne dorsali e le spine neurali erano più ampie che in altri scombridi di taglia simile. Erano presenti delle scaglie ingrandite e ispessite nella zona delle pinne pettorali e, ventralmente, fino all'origine della pinna anale. Il resto del corpo era ricoperto da piccole scaglie. Godsilia possedeva 33-34 vertebre, e gli ipurali dall'1 al 4 erano fusi insieme in una piastra ipurale, così come l'urostilo. Le pinne pettorali erano lunghe. Le pinne dorsali erano vicine l'una all'altra. I denti erano piuttosto grandi, conici e molto appuntiti.

## Classificazione
Inizialmente i fossili di questo animale, scoperti nel ben noto giacimento di Monte Bolca (Verona, Italia), vennero descritti con il nome di Scomber orcynus da Volta nel 1796. Successivamente Louis Agassiz, prima in una pubblicazione del 1835 e poi nella sua monumentale opera Recherches sur les poissons fossiles (1844), attribuì i fossili alla nuova specie Thynnus lanceolatus, considerandola una stretta parente dei tonni attuali. Questa classificazione rimase pressoché invariata fino al 2006, quando Monsch operò una revisione degli scombroidi di Monte Bolca e istituì il genere Godsilia per questa specie. Godsilia è considerata una forma intermedia tra le sottofamiglie Scombrinae e Scomberomorinae. 